# Robert Becker (Regisseur)
Robert Becker (* 24. März 1946 in New York, N.Y.; † 6. Mai 1993 in Santa Clarita) war ein US-amerikanischer Regisseur.
Beckers Karriere war kurz. Er führte Regie bei einigen Fernsehserien, darunter:
- Falcon Crest
- Dallas
- Beverly Hills, 90210
- Raumschiff Enterprise: Das nächste Jahrhundert

Nach 14 Jahren Regiearbeit starb Robert Becker im Mai 1993 infolge eines Autounfalls.